# Scholingsinstituut voor de Vakbeweging in Suriname
Het Scholingsinstituut voor de Vakbeweging in Suriname (Sivis) werd in mei 1969 opgericht in Paramaribo voor het geven van cursussen aan vakbondsleden. De stichting is een overheidsinstituut dat valt onder het ministerie van Arbeid, Werkgelegenheid en Jeugdzaken.
Rond eind augustus 1969 werd de eerste cursus gestart met een duur van drie maanden. Er werd een les per week werd gegeven door een hoofdonderwijzer voor de algemene ontwikkeling, vakbondsfunctionarissen en voorlichters. De diploma-uitreiking vond in december plaats in het PWO-gebouw.
Sivis werd opgericht door Thomas van Genderen. Tijdens de eerste jaren werd het instituut bezocht door hooggeplaatste personen, onder wie minister August Biswamitre en Pieter van Vollenhoven.
Bijna vijftig jaar na de oprichting wordt het instituut in zijn voortbestaan bedreigd, wat veroorzaakt wordt door achterstallige subsidiebetalingen.